# San Jerónimo (Leonardo)
San Jerónimo (en italiano: San Gerolamo) es una pintura realizada al temple y óleo sobre tabla, por el pintor renacentista italiano Leonardo da Vinci. Mide 103 centímetros de alto y 75 cm de ancho. Se conserva en la Pinacoteca Vaticana, dentro de los Museos Vaticanos de la Ciudad del Vaticano.

## Historia
Fue realizado alrededor del año 1480. Es uno de los trascendentales encargos que recibió Leonardo en los años 1480, si bien nunca lo acabó posiblemente debido a su marcha a Milán. Aparece en el inventario de bienes heredados por Salai. Fue posteriormente propiedad de la pintora suiza Angelica Kauffmann en Roma y del cardenal Fesch, quien encontró la tabla partida en dos, usándose la parte de arriba como superficie de banqueta de un zapatero y la de abajo como cofre. La obra resultó muy dañada, parte de ella fue usada aparentemente como mesa antes de ser rescatada y, hasta cierto punto, restaurada. Finalmente, este San Jerónimo fue adquirido por el papa Pío IX entre 1846 y 1857.

## Tema
Trata el tema de San Jerónimo en el desierto. Aunque el cuadro apenas está comenzado, se ve la composición al completo, lo que es muy inusual. Jerónimo, como un penitente, ocupa el centro del cuadro, colocado en una ligera diagonal y visto de alguna manera desde arriba. Su forma arrodillada resulta trapezoidal, con un brazo derecho estirado hacia el borde exterior de la pintura y su mirada dirigida en dirección opuesta. Esta postura de San Jerónimo resulta muy dramática, lo cual viene aún más resaltado por la expresión del rostro, que consigue transmitir a un tiempo su sufrimiento y su espiritualidad. Está golpeándose el pecho. El cuerpo, la expresión facial, huesudo e inclinado, encuentra un cercano parentesco con la escultura helenística. 

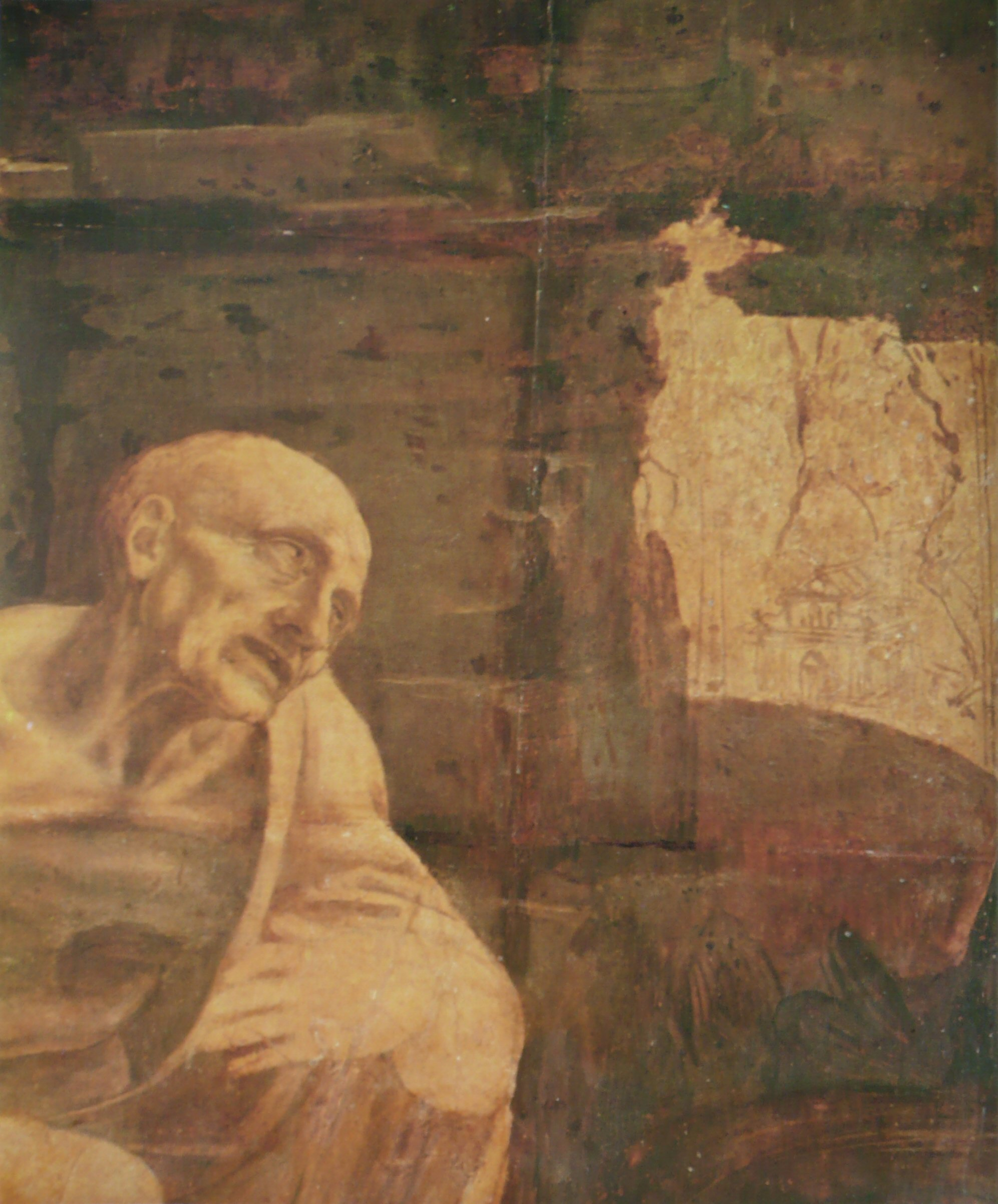
Detalle de San Jerónimo, en el que se ve el rostro del santo y, en el hueco a la derecha, el dibujo de una iglesia.

En primer plano se extiende su símbolo, un gran león cuyo cuerpo y cola hacen una doble espiral a lo largo de la base del espacio pictórico. 
El santo se encuentra a la entrada de una oscura caverna. El otro rasgo destacable es el paisaje esquemático de rocas escarpadas contra la que se recorta la figura. A su derecha hay rocas, mientras que a la izquierda se encuentra un paisaje caracterizado por un conjunto de cimas agudas, que apenas se perciben en la preparación verdosa de la tabla. Este escenario tan abrupto aporta a la pintura emoción y cierto misterio. El único vestigio de civilización que aparece en él es una arquitectura clásica, una iglesia, dibujada en la parte superior derecha de la tabla. Esta haría referencia a la iglesia del Nacimiento de Cristo de Belén donde posteriormente predicaría y sería enterrado San Jerónimo. 
En su conjunto, ofrece un aspecto prácticamente monocromo. La claridad de la figura del santo y del león perfilado en el primer plano contrasta con la oscuridad del fondo.
El atrevido diseño de esta composición, los elementos del paisaje, y el drama personal volverían a aparecer en su gran obra maestra inacabada, La adoración de los magos.